# Paweł Udorowiecki
Paweł Udorowiecki (ur. 22 września 1944 w Bytomiu, zm. 2002 w Würselen) – polski artysta grafik.

## Życiorys
W 1969 ukończył studia na warszawskiej Akademii Sztuk Pięknych, w pracowni plakatu prof. Henryka Tomaszewskiego. Uczestniczył w Międzynarodowym Biennale Plakatu w Warszawie, Brnie, Lahti, a także w wystawach polskiego plakatu za granicą, m.in. w Japonii RFN i na Kubie. Był kierownikiem artystycznym łódzkiego oddziału Krajowej Agencji Wydawniczej, w ramach której działał na rzecz aktywizacji łódzkich grafików. Był inicjatorem i współautorem pomysłu na nową ekspozycję plakatów przy pomocy „zblokowanych ciągów”, która ma za zadanie intensywniej oddziaływać na odbiorcę. W latach 1976 i 1977 był koordynatorem oprawy plastycznej obchodów święta 1 Maja. Był członkiem ZPAP w latach 1969–1983, gdzie pełnił funkcję wiceprzewodniczącego Rady Artystycznej Sekcji Graficznej Zarządu Głównego (1977–1983). Należał od 1975 do ZAIKS.

### Twórczość
Realizował plakaty m.in. dla Teatru Wielkiego i Teatru Powszechnego w Łodzi, a także Muzeum Historii Miasta Łodzi, dla którego zaprojektował pierwszy logotyp. W centrum jego zainteresowań był jednak plakat społeczny i polityczny – w tej dziedzinie artysta osiągnął indywidualny styl, stosując lapidarną symbolikę. Swoje prace wystawiał m.in. w Warszawie, Łodzi, Olsztynie, w Berlinie, Moskwie i Nowym Jorku. Jego twórczość znajduje się w zbiorach Muzeum Narodowego w Warszawie, Muzeum Narodowego w Poznaniu, a także m.in. w Łodzi i Monachium. Do najbardziej znanych plakatów Udorowieckiego należy uhonorowany Nagrodą im. Tadeusza Trepkowskiego plakat polityczny z okazji 100.  rocznicy urodzin Lenina pt. Leninizm zwycięski sztandar naszej epoki zaprojektowany z Jakubem Erolem.

## Wybrane nagrody i wyróżnienia
- Nagroda im. Tadeusza Trepkowskiego (1970 i 1975) za najlepszy plakat polityczny,
- I nagroda w międzynarodowym konkursie na plakat I-majowy (1975)[5],
- I nagroda na I Europejskim Triennale Plakatu Politycznego w Mons (1978)[1],
- List gratulacyjny za osiągnięcia twórcze w dziedzinie plakatu od I sekretarza KC PZPR[5].